# Krystyna Krawiec-Złotkowska
Krystyna Krawiec-Złotkowska – polska historyk literatury staropolskiej, doktor habilitowana, profesor Akademii Pomorskiej w Słupsku.

## Dorobek naukowy
Zajmuje się głównie poezją polskiego baroku, duchowością chrześcijańską, antropologią literatury i poetyką kulturową. Jest autorką książek Przestrzenie Wacława Potockiego (Słupsk, 2009) i Na początku był ogród… Wirydarze w polskiej poezji barokowej na tle kultury dawnej Europy (Słupsk-Wejherowo 2017) oraz kilkudziesięciu artykułów na temat literatury i kultury polskiej.  Badaczka Małych Ojczyzn, kultury swojego regionu – Kaszub i okolic. Współpracuje z Muzeum Pomorza Środkowego w Słupsku oraz Muzeum Piśmiennictwa i Muzyki Kaszubsko-Pomorskiej w Wejherowie. Jest organizatorką i kierownikiem naukowym cyklicznych konferencji ogólnopolskich Rzeczpospolita domów realizowanych w Akademii Pomorskiej i w Muzeum Pomorza Środkowego w Słupsku. Pod jej redakcją zostały wydane wieloautorskie monografie: Rzeczpospolita domów I. Zamki, dworki i pałace, Słupsk 2008; Rzeczpospolita domów II. Chaty, Słupsk 2010; Rzeczpospolita domów III. Domy Boże, Słupsk 2012; Rzeczpospolita domów IV. Domy miejskie, Słupsk 2015.